# Ivart meghatározó ZW rendszer
Az ivart meghatározó ZZ/ZW rendszer, ami a madarakban, egyes ízeltlábúakban és más élőlényekben is előfordul, az XY-rendszerhez képest fordítva működik: a nőstényeknek két különböző gonoszómája (ZW) van, a hímeknek pedig két azonos (ZZ).
Nem ismert, hogy a W kromoszóma szabályozza a nőstény jellemzőket, vagy a Z kromoszóma a hímeket; az emlősöktől eltérően a madaraknál nem találtak példát dupla W kromoszómára (ZWW), sem egyedülálló Z-re (Z0). Elképzelhető, hogy bármelyik állapot halált okoz még embrionális állapotban, ahogy az is, hogy mindkét kromoszómára szükség van a nemi meghatározottsághoz. Az sem lehetetlen, hogy a ZWW éppolyan ritka a madaraknál, mint a Turner-szindróma (X0) vagy a Klinefelter-szindróma (XXY) az embereknél, és mivel nem végeztek még nagy egyedszámra kiterjedő vizsgálatokat a madaraknál, nem is találtak ilyet.
A lepkék (Lepidoptera) esetében Z0, ZZW és ZZWW nőstényeket is találhatunk. Ez arra utalhat, hogy a W kromoszóma egyes fajoknál létfontosságú a női nem meghatározásában (ZZW), másokban pedig nem az (Z0). A selyemlepke (Bombyx mori) esetében például a W kromoszóma hordozza a női nemet meghatározó géneket.
A madarak ZW kromoszómáinak területe az emlősökben autoszomális, és viszont; így feltehető, hogy a ZW és XY-kromoszómapárok a közös ős más-más kromoszómáiból származtak. Egy 2004-es, a Nature-ben megjelent tanulmány szerint (Frank Grützner és tsai., Nature; doi:10.1038/nature03021) a két rendszer mégis összefügghet. Grützner írása szerint a kacsacsőrű emlősnek tíz kromoszómája határozza meg a nemiségét, ahol a kromoszómák a hím meiózisa során többértékű láncot formálnak, ami XXXXX és YYYYY spermára válik szét, ahol az XY-nak megfelelő kromoszómák a lánc egyik végére, a ZW-nek megfelelők a másik végére rendeződnek.

## Lásd még
- X-kromoszóma
- Y-kromoszóma
- Kromoszóma
- Ivart meghatározó rendszer
  - Ivart meghatározó XY rendszer
  - Ivart meghatározó X0 rendszer
  - Ivart meghatározó haploid-diploid rendszer